# Monaco (cocktail)
Pour les articles homonymes, voir Monaco (homonymie).
Un Monaco est une boisson alcoolisée, constituée de bière mélangée à du sirop de grenadine ainsi que de la limonade

## Histoire

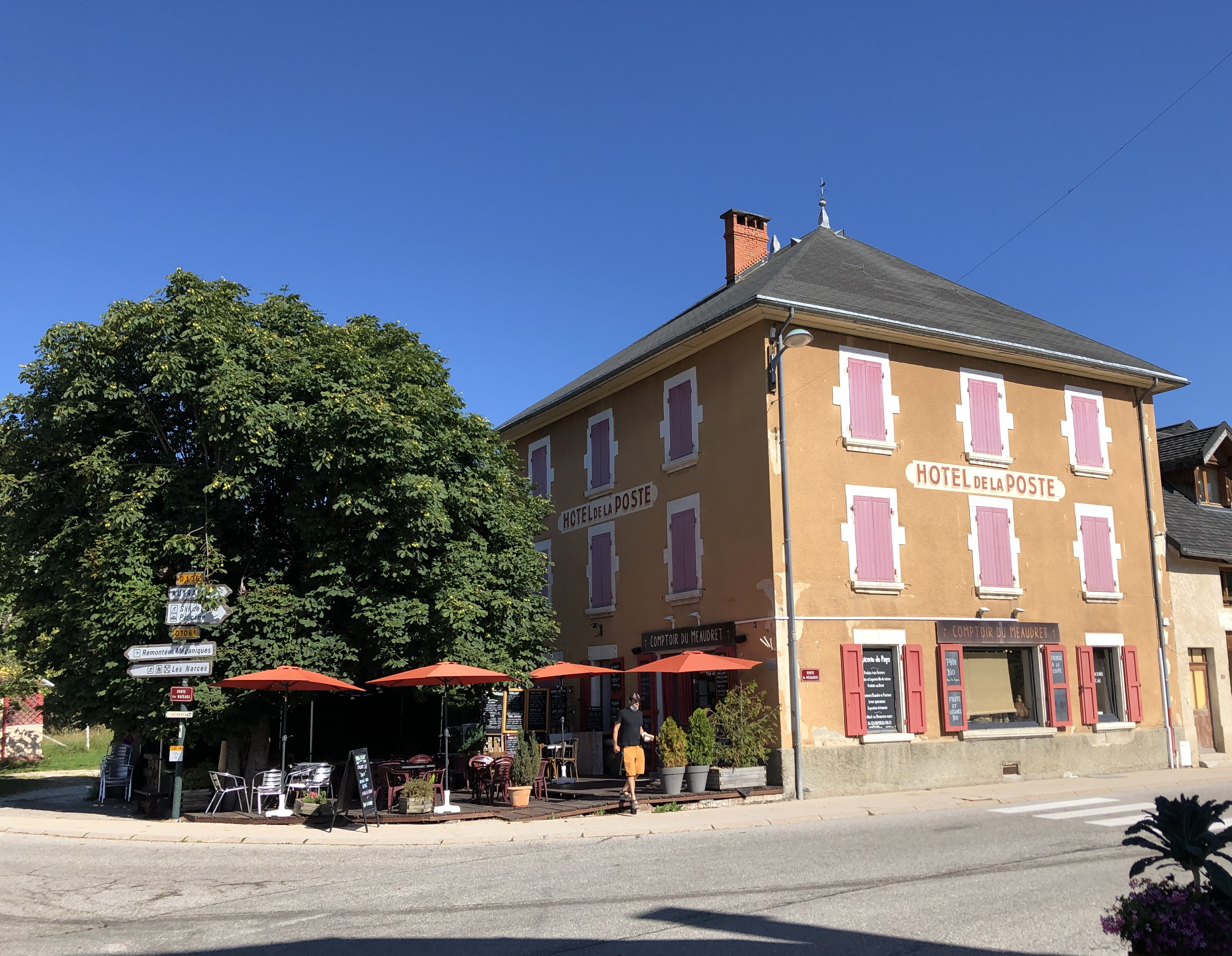
L'Hôtel de la Poste de Méaudre.

La création du Monaco est communément attribuée à un certain George Booth, qui se serait inspiré d'un cocktail américain à base de cidre et de bière nommé « snakebite » (« morsure de serpent »), mais aucune preuve ne vient étayer cette version. On dit également que le nom « Monaco » serait une référence aux couleurs du drapeau monégasque.  
L'apéritif a donné son nom à la « réunion dite de Monaco »,  de maquisards de l'Isère à l'hôtel de la Poste à Méaudre le 25 janvier 1944.
En 1995, Heineken lance « Monaco de Panach' », un Monaco tout prêt, commercialisé en bouteille pour chez soi.

## Préparation
Pour faire un Monaco, il faut utiliser un verre à bière, de type verre tulipe. Il faut ensuite y verser un fond de sirop de grenadine, puis remplir un tiers par de la limonade (ou la moitié de limonade lorsque l'on veut rendre la boisson plus sucrée) et compléter de bière blonde légère, de type pils. Le Monaco se boit généralement très frais. Le Monaco est un cocktail peu alcoolisé (moins de 1,2% d'alcool par volume).